# Deliver Us from Evil (album)
Pour les articles homonymes, voir Deliver Us from Evil.
Albums de Budgie
Nightflight
(1981) An Ecstasy of Fumbling – The Definitive Anthology
(1996)
Singles
1. Bored with Russia
Sortie : 1982

Deliver Us from Evil est le dixième album studio du groupe de hard rock gallois Budgie. Il est sorti en octobre 1982 sur le label Active Records et a été produit par Don Smith.

## Historique
Cet album fut enregistré dans sa grande majorité dans les studios Ridge Farm. Quelques enregistrements supplémentaires furent effectués à Londres dans le Studio Eden. Comme son prédécesseur, cet album poursuit l'évolution de la musique du groupe vers un hard rock plus mélodique notamment grâce à l'ajout du claviériste Duncan Mackay (10cc, Kate Bush).
Les textes des chansons dénoncent toutes sortes de Mal, mais Bored with Russia, NORAD (doomsday City) et Finger On the Button dénonce la guerre froide et la crise des euromissiles alors très en actualité en 1982.
Il se classa à la 62e place des charts britanniques. Il sera le dernier album studio du groupe avant la sortie de You're All Living in Cuckooland en 2006.
Sa réédition en 2013 est augmentée de trois titres bonus.

## Liste des titres
Face 1
| No | Titre                | Auteur                     | Durée |
| -- | -------------------- | -------------------------- | ----- |
| 1. | Bored with Russia    | Beau Hill                  | 3:48  |
| 2. | Don't Cry            | Burke Shelley, John Thomas | 3:18  |
| 3. | Truth Drug           | Shelley, Thomas            | 4:21  |
| 4. | Young Girl           | Mason, Grieves             | 2:15  |
| 5. | Flowers In the Attic | Shelley, Thomas            | 5:08  |

Face 2
| No  | Titre                      | Auteur          | Durée |
| --- | -------------------------- | --------------- | ----- |
| 6.  | N.O.R.A.D. (Doomsday City) | Shelley, Thomas | 4:12  |
| 7.  | Give Me the Truth          | Shelley, Thomas | 4:10  |
| 8.  | Alison                     | Shelley         | 3:24  |
| 9.  | Finger On the Button       | Shelley, Thomas | 3:59  |
| 10. | Hold On To Love            | Shelley, Thomas | 4:16  |

Titres Bonus de la réédition 2013
| No  | Titre                            | Auteur          | Durée |
| --- | -------------------------------- | --------------- | ----- |
| 11. | Bored With Russia (Single edit)  | Hill            | 3:35  |
| 12. | Truth Drug (Live 1982)           | Shelley, Thomas | 4:36  |
| 13. | Flowers In the Attic (Live 1983) | Shelley, Thomas | 5:00  |

## Musiciens
- Burke Shelley : chant, basse
- John Thomas : guitares
- Steve Williams : batterie
- Duncan Mackay : claviers

## Chart
| Pays        | Durée du classement | Meilleur classement |
| ----------- | ------------------- | ------------------- |
| Royaume-Uni | 1 semaine           | 62e                 |